# Drávagárdony
Drávagárdony is een plaats (község) en gemeente in het Hongaarse comitaat Somogy. Drávagárdony telt 164 inwoners (2001).